# Пеньяроль
«Пеньяро́ль» (исп. Club Atlético Peñarol) — уругвайский футбольный клуб из города Монтевидео. «Пеньяроль» и его принципиальный соперник «Насьональ» выиграли подавляющее число чемпионатов Уругвая, являясь наиболее титулованными и популярнейшими клубами в стране. Один из самых титулованных клубов мира. Лучший южноамериканский клуб XX века по версии IFFHS В 2000 году «Пеньяроль» занял восьмое место в списке лучших футбольных клубов XX века по версии ФИФА.
Основан 28 сентября 1891 года под названием Central Uruguay Railway Cricket Club, сокращённо CURCC (Центральный уругвайский железнодорожный крикетный клуб, ЦУЖДКК). Название Пеньяроль происходит от итальянского города Пинероло (итал. Pinerolo) в Пьемонте. Выходцем из этого города был итальянец Педро Пиньяроло (итал. Pedro Pignarolo), построивший свою фазенду в пригороде Монтевидео, который теперь является одним из округов столицы Уругвая, называемым на испанский манер — Пеньяроль. «Насьональ» не признаёт преемственности между ЦУЖДКК и «Пеньяролем», в отличие от АУФ, КОНМЕБОЛ и ФИФА.

## Описание клуба

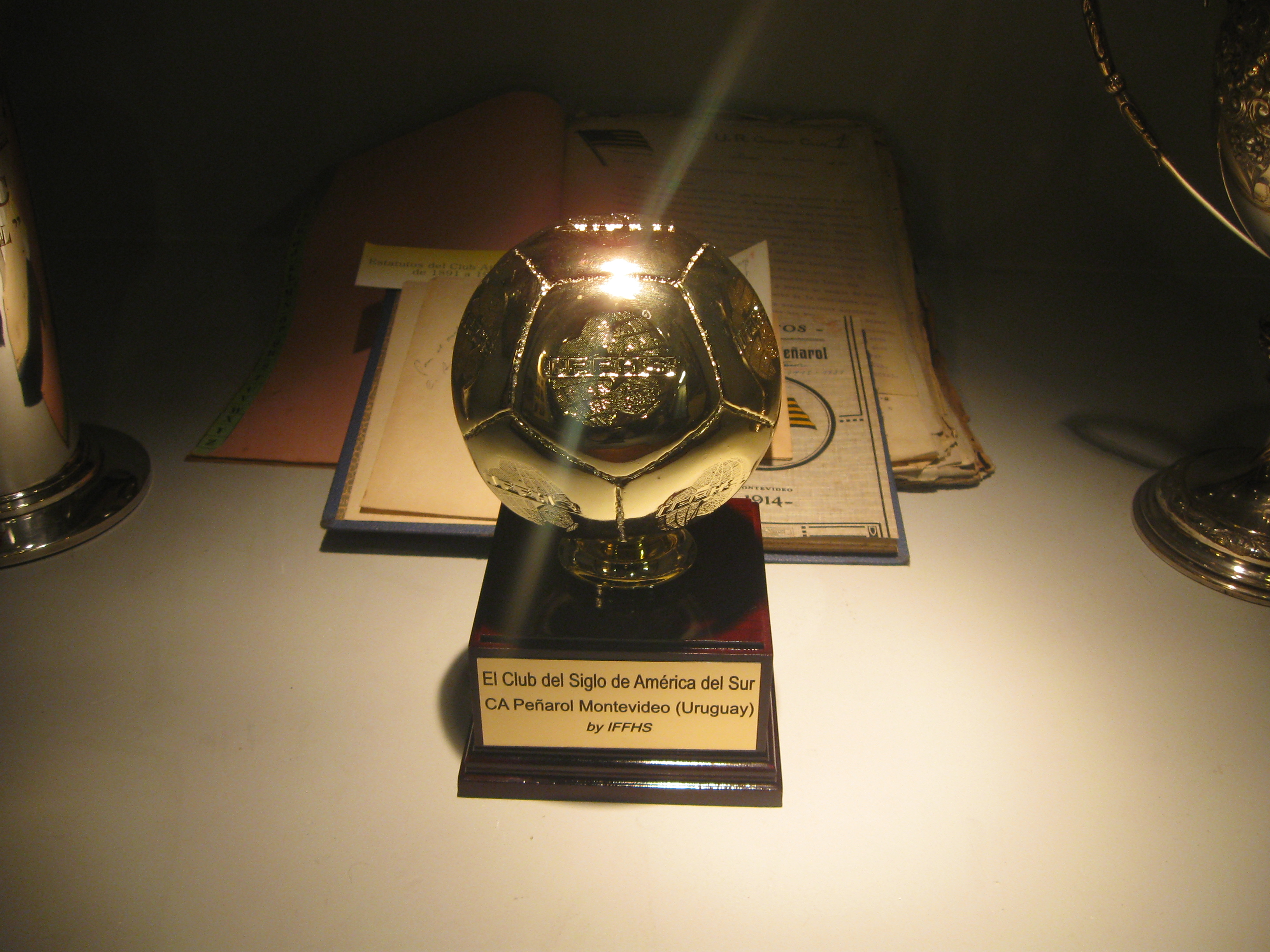
Кубок лучшему клубу Южной Америки XX века

Англичане, давшие первоначальное название клубу, взяли в качестве цветов чёрный и жёлтый, которые были традиционными для британских локомотивов и железной дороги в целом.
Хотя клуб имеет свой собственный стадион, по соображениям безопасности большую часть своих матчей «Пеньяроль» играет на государственном стадионе «Сентенарио», расположенном в округе Парк Батлье, в самом центре столицы Уругвая.
На протяжении всей своей истории «Пеньяроль» был мультиспортивной организацией. Однако самую главную роль для клуба и болельщиков всегда играл футбол. Именно из-за большой популярности этого вида спорта в 1913 году футбольная секция ЦУЖДКК решила принимать участие только в соревнованиях по футболу и сменила название на современное.
«Пеньяроль» на данный момент является рекордсменом по числу выигранных чемпионатов Уругвая — 53, из них 41 — в профессиональную эпоху. Ассоциация футбола Уругвая (АУФ) не признаёт титул «Пеньяроля», выигранный им в 1924 году в рамках чемпионата, организованного под эгидой оппозиционной к АУФ Федерации футбола Уругвая (ФУФ). Также АУФ не рассматривает чемпионат 1926 года в качестве полностью официального. Таким образом, с точки зрения АУФ у «Пеньяроля» 51 титул, а согласно позиции самого «Пеньяроля» и клубов-участников чемпионата ФУФ-1924 и турнира 1926 года (кроме «Насьоналя») у «Пеньяроля» 53 чемпионства.
Принципиальным врагом и антагонистом клуба на протяжении всей истории уругвайского футбола является «Насьональ», не признающий «Пеньяроль» в качестве правопреемника ЦУЖДКК, считая их разными командами. Согласно позиции «Насьоналя», «Пеньяроль» должен быть лишён пяти чемпионских титулов, выигранных ЦУЖДКК, и, разумеется, они не учитывают чемпионство ФУФ 1924 года и титул 1926 года. В этом случае «Насьональ» опередит своих конкурентов. Со стороны АУФ, КОНМЕБОЛ, ФИФА и той части футбольной общественности, которая не поддерживает «Насьональ», эта позиция не встречает поддержки.
На международной арене «Пеньяроль», несомненно, является самым успешным уругвайским клубом. Лишь аргентинские «Индепендьенте» с семью титулами и «Бока Хуниорс» с шестью (причём, три титула «Бока» завоевала уже в XXI веке) опережают «Пеньяроль» по количеству завоёванных Кубков Либертадорес. Трижды «Пеньяроль» выигрывал ныне несуществующий Межконтинентальный кубок, причём «жёлто-чёрные» первыми достигли этого рекордного показателя. Позже с ними сравнялись ещё четыре клуба — «Бока Хуниорс», «Насьональ», «Милан» и мадридский «Реал».
Четырнадцать футболистов «Пеньяроля» становились в составе сборной Уругвая чемпионами мира. Основу «Селесте», выигравшей Мундиаль в 1950 году, составили именно игроки «Пеньяроля».
Много лет «Пеньяроль» удерживал первое место в рейтинге КОНМЕБОЛ, лишь после 2007 года уступив первенство «Боке Хуниорс». В сентябре 2009 года Международная федерация футбольной истории и статистики (IFFHS) объявила о том, что она признала «Пеньяроль» лучшим клубом XX века в Южной Америке. «Пеньяроль» с 531 баллом опередил «Индепендьенте» (426,5) и «Насьональ» (414). По общему числу набранных баллов клуб уступил лишь мадридскому «Реалу» (563,5).

## История

### 1891—1915
«Пеньяроль» был основан 28 сентября 1891 года под названием «Central Uruguay Railway Cricket Club» с культивированием футбола в нём английскими рабочими железной дороги в предместье Монтевидео Пиньяроло.
Несмотря на так называемые доказательства того, что ЦУЖДКК и «Пеньяроль» якобы разные клубы, очевидно, что в плане футбола это был один и тот же клуб — практически весь состав из ЦУЖДКК 1912 года выступил в розыгрыше чемпионата страны уже под названием «Пеньяроль» и, самое главное — это позиция Ассоциации футбола Уругвая и футбольной Лиги страны, которые допустили к участию именно в высшей лиге чемпионата эту команду, а на официальном сайте АУФ в профайле «Пеньяроля» указан год основания команды — 1892, что полностью поддерживает позицию Клуба Атлетико «Пеньяроль» в этом вопросе.
То же самое подтверждает и сайт RSSSF — после 1912 года указано о простой смене названия клуба C.U.R.C.C. на «Пеньяроль». Самый главный соперник по великому уругвайскому Суперклассико «Насьональ» не хочет признавать «Пеньяроль» преемником ЦУЖДКК и предпочитает отсчитывать историю своих соперников с этого года — ведь таким образом «Насьональ» сможет обогнать «Пеньяроль» по титулам.

### XX век

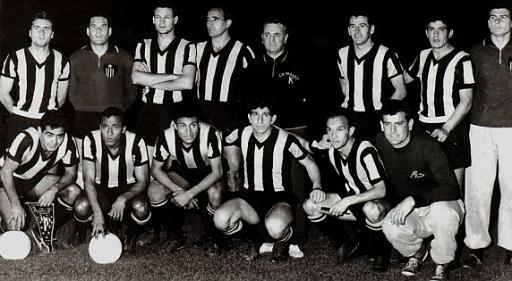
«Пеньяроль» — лучший клуб мира 1961 года

В 1932 году «Пеньяроль» выиграл первый для себя чемпионат Уругвая в профессиональной эре. В 1948 году чемпионат был приостановлен из-за забастовки игроков. В следующем году «Пеньяроль» опять выиграл титул чемпиона страны. За весь сезон клуб не проиграл ни разу, выиграв 16 игр из 18, забив в них 62 гола. «Пеньяроль» стал чемпионом страны 5 раз подряд (в 1958, 1959, 1960, 1961 и 1962 годах) под руководством Уго Баньюло и Роберто Скароне.
В 1959 году «Пеньяроль» получил право на участие в первом Кубке чемпионов Америки (ныне Кубок Либертадорес) и в 1960 году выиграл его. В 1962 году «Пеньяроль» опять стал чемпионом страны. В Кубке Либертадорес клуб вновь вышел в финал, но проиграл по итогам трёх матчей «Сантосу». Клуб опять стал чемпионом страны в 1964 и 1965 годах. В 1965 году «Пеньяроль» отомстил «Сантосу» за финал-1962 в полуфинале Кубка Либертадорес, но в финале проиграл «Индепендьенте». В 1966 году «Пеньяроль» опять победил в Кубке Либертадорес. Клуб продолжал доминировать в чемпионате страны и выигрывал его в 1967 и 1968 годах. В 1970 году «Пеньяроль» вновь вышел в финал Кубка Либертадорес, но проиграл «Эстудиантесу».
В 1973 году нападающий Фернандо Морена стал автором 84 голов в 66 играх. Команда выиграла чемпионат страны 3 раза подряд. В Кубке Либертадорес 1974 года клуб не смог выйти в финал. Несмотря на это, «Пеньяроль» продолжал доминировать в стране и побеждал в чемпионатах в 1974, 1975, 1978 и 1979 годах. В 1980 году в «Пеньяроль» пришёл тренер Луис Кубилья. Это помогло команде опять стать одним из сильнейших клубов на планете. В 1982 году клуб сотворил чудо: он выиграл Кубок Либертадорес, обыграв «Сан-Паулу», «Гремио», «Фламенго» и «Ривер Плейт». Также «Пеньяроль» выиграл Межконтинентальный кубок, победив «Астон Виллу». «Пеньяроль» также выиграл чемпионат Уругвая в 1981, 1982 и 1985 годах. В 1987 году выиграл чемпионат и Кубок Либертадорес, обыграв в финале «Америку» из Кали. С 1988 по 1993 год «Пеньяролю» не удалось выиграть никаких трофеев. Только после прихода в команду тренера Грегорио Переса клуб опять взобрался на вершину уругвайского футбола.

### Последние годы
25 августа 2007 года Хосе Педро Дамиани, президент клуба, при котором команда завоевала в 1987 году последний на данный момент Кубок Либертадорес, скончался в возрасте 86 лет. Выборы нового президента клуба прошли в 2008 году, им стал его сын Хуан Дамиани.
В последние годы клуб испытывал жесточайший экономический кризис, подогреваемый нестабильностью в руководстве клуба, частыми сменами тренеров, а также проблемами с болельщиками, из-за инцидентов с которыми команда неоднократно подвергалась различным санкциям в чемпионате Уругвая (например, снятие 3 и 6 очков в краткосрочных турнирах Апертура и Клаусура дважды практически лишало «Пеньяроль» шансов побороться за чемпионский титул по итогам сезона). В середине 2009 года кризис достиг своего апогея — в основе команды осталось лишь 16 игроков, а ежемесячный бюджет был урезан до 350 000 долларов (то есть годовой бюджет команды не превышал 4,2 млн долларов). Команду покинули лидеры — Пабло Кабальеро, Хосе Мария Франко, Фернандо Корреа, Ричард Нуньес. Огромными усилиями кризис удалось остановить, сейчас в команде собрался ряд опытных игроков (Антонио Пачеко, Гонсало де лос Сантос, Дарио Родригес, Серхио Ортеман, Рубен Оливера, Марсело Соса), удалось взять в аренду молодого Джонатана Урретабискайю. Одним из лидеров команды был опорный полузащитник Эхидио Аревало Риос, основной игрок сборной Уругвая в линии полузащиты на чемпионате мира 2010 года, где «Селесте» заняла почётное четвёртое место.
В Клаусуре 2010 года «Пеньяроль» стартовал с 12 побед подряд, за 3 тура до окончания обеспечив себе победу в этапе первенства, путёвку в групповой этап Кубка Либертадорес 2011, а также участие в финальных матчах за итоговый чемпионский титул против «Насьоналя», победителя Апертуры 2009. Такой спурт позволил «Пеньяролю» занять первое место в суммарной таблице чемпионата 2009/10, опередив как раз «Насьональ». В итоге, проиграв стыковой матч победителей Апертуры и Клаусуры (0:2), «Пеньяроль» сразился с «Насьоналем» за чемпионский титул на правах лучшей команды в суммарной таблице. По сумме двух матчей (1:0 и 1:1), «жёлто-чёрные» праздновали итоговую победу в чемпионате Уругвая, впервые за последние 7 лет.
2 июня 2011 года (в год своего 120-летия) «Пеньяроль» впервые для себя за 24 года, и для уругвайских клубов — за 23 года, — вышел в финал Кубка Либертадорес, где в упорной борьбе уступил бразильскому «Сантосу». Этот финал стал десятым для клуба и рекордным во всей истории Кубка Либертадорес.

## Статистика личных встреч в профессиональную эру (1932—2016)
| Клуб                 | И   | В   | Н  | П  | ГЗ  | ГП  | РГ   |
| -------------------- | --- | --- | -- | -- | --- | --- | ---- |
| Атенас               | 3   | 3   | 0  | 0  | 12  | 3   | +9   |
| Басаньес             | 4   | 3   | 1  | 0  | 11  | 1   | +10  |
| Белья Виста          | 101 | 70  | 17 | 14 | 217 | 95  | +122 |
| Вилья-Тереса         | 2   | 2   | 0  | 0  | 7   | 1   | +6   |
| Вилья Эспаньола      | 9   | 6   | 2  | 1  | 20  | 8   | +12  |
| Данубио              | 134 | 86  | 22 | 26 | 252 | 146 | +106 |
| Дефенсор Спортинг    | 174 | 106 | 42 | 26 | 374 | 188 | +186 |
| Депортиво Колония    | 6   | 4   | 0  | 2  | 18  | 5   | +13  |
| Депортиво Мальдонадо | 11  | 8   | 2  | 1  | 29  | 13  | +16  |
| Колон М.             | 2   | 2   | 0  | 0  | 8   | 2   | +6   |
| Ливерпуль М.         | 134 | 91  | 23 | 20 | 320 | 128 | +192 |
| Мирамар Мисьонес     | 39  | 28  | 6  | 5  | 110 | 41  | +69  |
| Монтевидео Уондерерс | 150 | 75  | 48 | 27 | 260 | 161 | +99  |
| Насьональ            | 229 | 80  | 79 | 70 | 296 | 269 | +27  |
| Пайсанду             | 2   | 2   | 0  | 0  | 5   | 2   | +3   |
| Пайсанду Белья Виста | 8   | 6   | 2  | 0  | 18  | 5   | +13  |
| Пласа Колония        | 13  | 7   | 2  | 4  | 24  | 19  | +5   |
| Прогресо             | 40  | 23  | 11 | 6  | 73  | 35  | +38  |
| Рампла Хуниорс       | 122 | 83  | 23 | 16 | 281 | 104 | +177 |
| Расинг М.            | 88  | 64  | 13 | 11 | 228 | 92  | +136 |
| Рентистас            | 47  | 30  | 11 | 6  | 97  | 40  | +57  |
| Ривер Плейт М.       | 133 | 76  | 28 | 29 | 272 | 144 | +137 |
| Роча                 | 9   | 7   | 1  | 1  | 26  | 15  | +11  |
| Сентраль Эспаньол    | 95  | 73  | 12 | 10 | 248 | 96  | +152 |
| Серрито              | 12  | 7   | 4  | 1  | 24  | 11  | +13  |
| Серро                | 139 | 96  | 24 | 19 | 311 | 120 | +191 |
| Серро-Ларго          | 9   | 7   | 1  | 1  | 22  | 6   | +16  |
| Суд Америка          | 89  | 62  | 18 | 9  | 228 | 74  | +154 |
| Такуарембо           | 27  | 20  | 6  | 1  | 57  | 17  | +40  |
| Уракан Бусео         | 56  | 31  | 20 | 5  | 110 | 60  | +50  |
| Феникс М.            | 62  | 43  | 14 | 5  | 139 | 64  | +75  |
| Фронтера Ривера      | 4   | 3   | 1  | 0  | 10  | 5   | +5   |
| Хувентуд Лас-Пьедрас | 17  | 12  | 4  | 1  | 37  | 13  | +24  |
| Эль Танке Сислей     | 11  | 7   | 3  | 1  | 19  | 6   | +13  |

## Изменения в форме
| 1891 | 1891 гостевая | 1901 | 1905-н.в. | 1908 | 1960 гост. (1) | 1971 гост. (2) | 1982-н.в. · (периодич.) | 1985 гостевая |

| 1987 | 1987 гостевая | 1995 гостевая | 1996-н.в. третья · периодич. | 2001 гостевая | 2001 (3) | 2003 | 2006 | 2004, 2006 гостевая |

- (1)-против «Атланты» (Буэнос-Айрес)
- (2)-против «Интера» (Братислава)
- (3)-против «Монтевидео Уондерерс»

## Эволюция эмблемы
| 1960-е годы | 1980-е годы |  |  | 1990-2000-е годы | 2000-е годы | Конец 2000-х |

## Инфраструктура

### Стадионы
«Пеньяроль» имеет собственный стадион на 12 тысяч зрителей, открытый 12 апреля 1916 года. Большинство матчей клуб проводит на «Сентенарио». В 2010 году было запущено строительство нового стадиона на 40 тысяч мест. Резервный состав проводит матчи на стадионе «Контадор Дамиани».

### База и штаб-квартира
База клуба «Лос-Аромос» расположена в городе Баррос-Бланкос. Штаб-квартира находится в здании «Гастон Гуэльфи». Также в здании располагается музей.

### Финансовое состояние
В сезоне 2004—2005 года клуб объявил о бюджете в 3,2 млн $, а это менее половины бюджета «Насьоналя» и примерно в десять раз меньше, чем бюджет «Боки Хуниорс». В том сезоне, четверть бюджета поступала от продажи игроков, и только 80 тысяч долларов от спонсора компании «Pirelli». Кроме того, дефицит бюджета составлял почти 300.000 долларов.
В 2009 году президент объявил о своём намерении сократить одну треть расходов на клуб, которая составляла 370 тыс. долларов в месяц. Её цель заключалась в сбалансировании бюджета в 2010 году.
По состоянию на 2021 год годовой бюджет «Пеньяроля» составлял 14 млн долларов США.

## Титулы и достижения

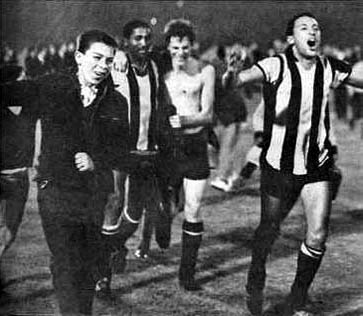
«Пеньяроль» — сильнейший клуб мира 1966 года

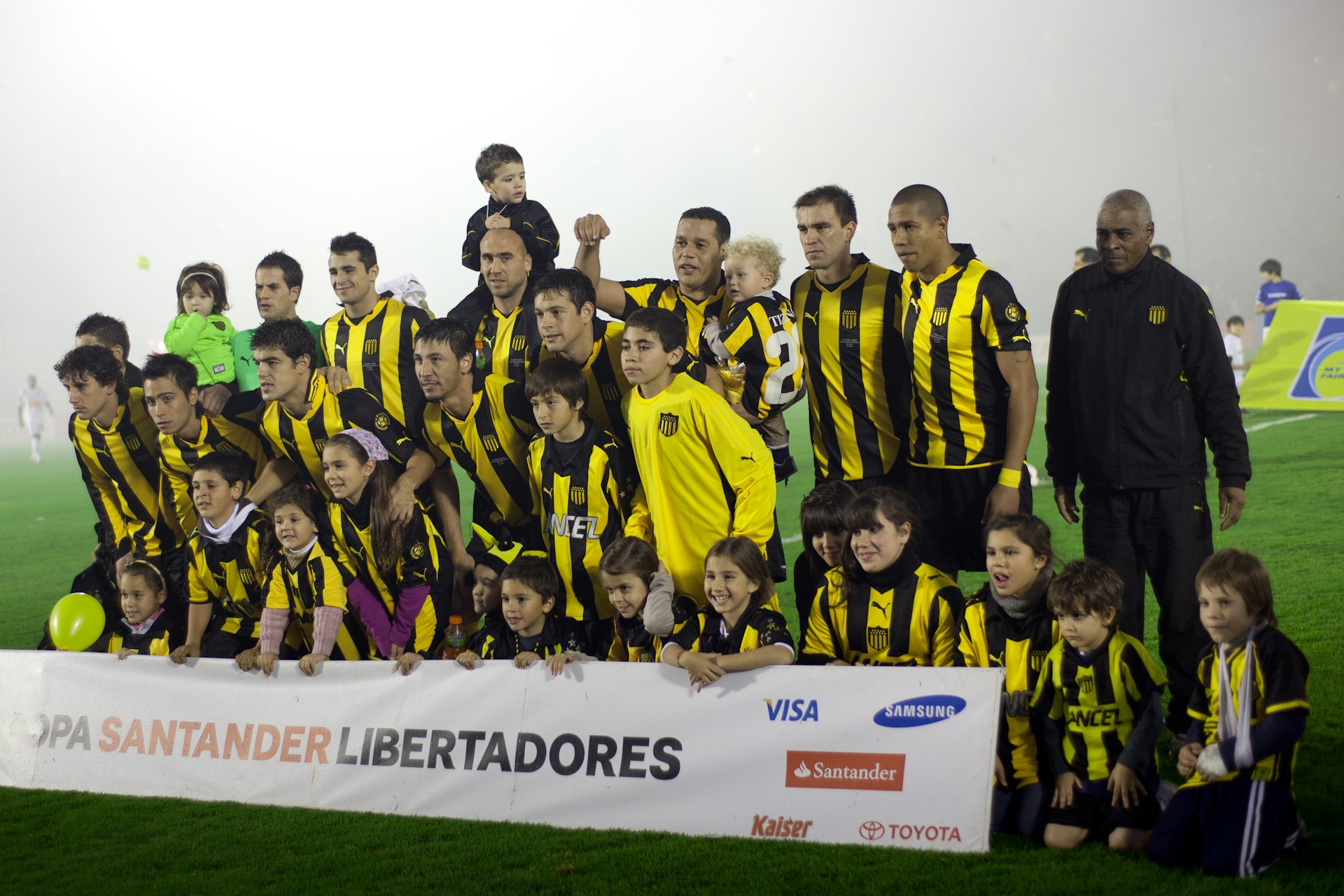
2011 год, перед финалом Кубка Либертадорес

- Чемпион Уругвая (53): 1900, 1901, 1905, 1907, 1911, 1918, 1921, 1924 (ФУФ), 1926, 1928, 1929, 1932, 1935, 1936, 1937, 1938, 1944, 1945, 1949, 1951, 1953, 1954, 1958, 1959, 1960, 1961, 1962, 1964, 1965, 1967, 1968, 1973, 1974, 1975, 1978, 1979, 1981, 1982, 1985, 1986, 1993, 1994, 1995, 1996, 1997, 1999, 2003, 2009/10, 2012/13, 2015/16, 2017, 2018, 2021
- Победитель Лигильи (12): 1974, 1975, 1977, 1978, 1980, 1984, 1985, 1986, 1988, 1994, 1997, 2004
- Обладатель Суперкубка Уругвая (1): 2018
- Обладатель Кубка Либертадорес (5): 1960, 1961, 1966, 1982, 1987
- Финалист Кубка Либертадорес (5): 1962, 1965, 1970, 1983, 2011
- Финалист Кубка КОНМЕБОЛ (2): 1993, 1994
- Обладатель Межконтинентального кубка (3): 1961, 1966, 1982
- Обладатель Суперкубка межконтинентальных чемпионов (1): 1969

Молодёжь
- Обладатель Молодёжного Кубка Либертадорес (1): 2022

## Знаменитые игроки
По данным крупнейшего сайта болельщиков «Пеньяроля»
- Хулио Сесар Аббади
- Карлос Агилера
- Диего Агирре
- Фернандо Альвес
- Эдмундо Асебедо
- Пабло Бенгоэчеа
- Обдулио Хасинто Варела
- Северино Варела
- Эрнесто Видаль
- Альсидес Гиджа
- Нестор Гонсальвес
- Исабелино Градин
- Леонардо Кроссли
- Хуан Леньяцци
- Луис Майдана
- Роке Гастон Масполи
- Лоренцо Массуко
- Ладислао Мазуркевич
- Вильям Мартинес
- Оскар Омар Мигес
- Фернандо Морена
- Хулио Негрон
- Вальтер Оливера
- Антонио Пачеко
- Хуан Пена
- Хосе Пьендибене
- Педро Роча
- Хосе Сасия
- Хуан Скьяффино
- Альберто Спенсер
- Обдулио Трасанте
- Лоренсо Фернандес
- Джон Харлей
- Альваро Хестидо
- Хуан Хойя
- Хуан Хохберг
- Роберто Чери